# Rudolf Höss
Rudolf  Höss (n. 25 noiembrie 1901, Baden, Imperiul German – d. 16 aprilie 1947, Lagărul de concentrare Auschwitz 1⁠(d), voievodatul Polonia Mică, Polonia) a fost un nazist german, ofițer SS, care din luna mai 1940 până în noiembrie 1943 a fost primul comandant al lagărului nazist german de concentrare și exterminare din Auschwitz, Polonia. Höss a devenit membru al Partidului Nazist în anul 1922, iar în 1934 s-a înrolat în trupele SS. A participat efectiv la crearea și dezvoltarea sistemului de lagăre de concentrare germane. După război a fost judecat în 1946/1947 pentru genocid de către Tribunalul Național Suprem din Polonia. Prin sentința din 2 aprilie 1947 a fost condamnat la moarte și executat pe 16 aprilie 1947 la Auschwitz.